# Palácio de Palhavã

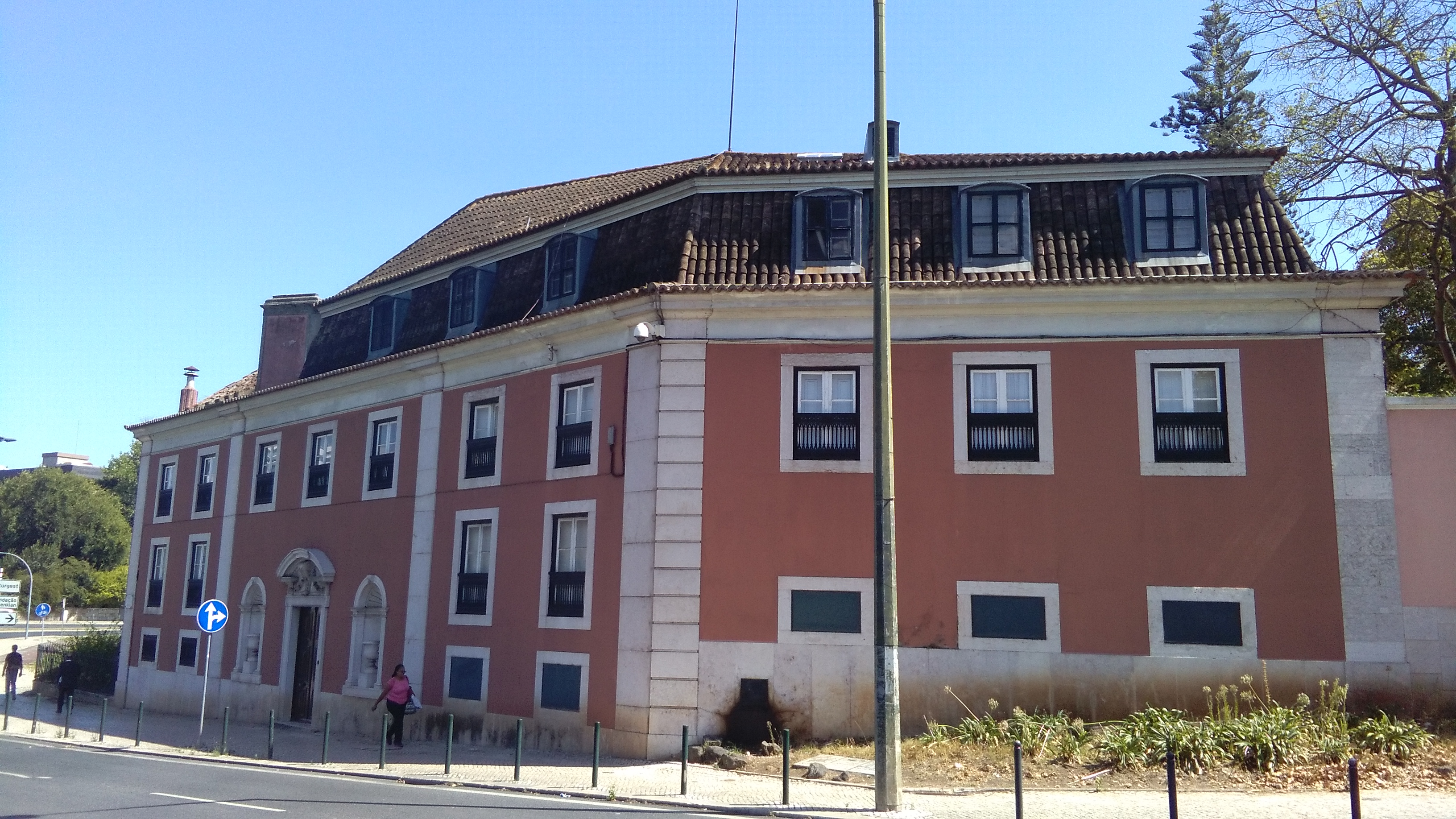
Fachada

O Palácio de Palhavã é um palácio da cidade de Lisboa, edificado no século XVII, numa zona à época considerada externa à cidade, na freguesia rural de S. Sebastião da Pedreira. O Palácio, como descrito pelo historiador de arte Monterroso Teixeira, tem uma matriz "regida pelo aparato senhorial, cenário de poder e representação".
Adquirido em 1918 para residência do Embaixador de Espanha em Portugal, o Palácio foi sujeito a várias influências devido às inúmeras ocupações que lhe proporcionaram vários acrescentos simbólicos de grandeza e prestígio.
O autor do projecto foi o arquitecto João Nunes Tinoco, falecido em 1668.
O Palácio foi propriedade do 2.º Conde de Sarzedas, dos "meninos da Palhavã", filhos ilegítimos do rei Dom João V - Dom António, Dom Gaspar e Dom José, que ali habitaram até 1760 tendo regressado em 1778, depois do desterro no Buçaco ordenado pelo marquês de Pombal, a partir de 1860 dos condes da Azambuja, e mais tarde, no século XX do Estado espanhol.
O palácio teve assim um uso desde "villa suburbana" até à actual ocupação diplomática.
No palácio destaca-se a geometria dos seus jardins, a escultura barroca, as árvores de fruto e o projecto de remodelação em 1936 por Pedro Muguruza Otaño, que lhe deu um registo mais sumptuoso. 
Em 27 de setembro de 1975, o palácio foi saqueado e incendiado.
O palácio apresenta inúmeras divisões, a considerar: vestíbulo, salão amarelo, salão de música, salão verde, sala, ante-sala dos mármores, salão vermelho, sala vermelha pequena, sala nobre dos banquetes, sala de jantar pequena, sala amarela pequena e capela.
Entre os objectos decorativos do palácio, destacam-se as tapeçarias flamengas, os quadros de Fernando Brambilla e Luca Giordano e um retrato de Afonso XIII assinado por J.J. Gárate e o mobiliário.